# 16 червня
16 червня — 167-й день року (168-й у високосні роки) у григоріанському календарі. До кінця року залишається 198 днів.

## Свята і пам'ятні дні

### Міжнародні
ООН: Міжнародний день сімейних грошових переказів
- Всесвітній день морських черепах.
- Міжнародний день африканської дитини.
- День свіжих овочів.

### Національні
- Аргентина: День інженера.
- ПАР: День молоді.
- Англія: День Сассекса. (Sussex Day)

### Релігійні

#### Християнство
Католицька церква:
- День Святого Бенона Майсенського, Апостола Слов'ян.

 Православна церква:
- Святителя Тихона, єпископа Амафунтського.
- Священномученика Тигрія, пресвітера, і мученика Євтропія, читця.

## Події
- 1487 — Битва при Стоук-Філд.
- 1578 — У Львові страчено козацького ватажка, молдавського господаря Івана Підкову.
- 1746 — Битва при П'яченці[en].
- 1815 — Битва при Лін'ї.
- 1815 — утворено Королівство Польське, що згідно з рішенням Віденського конгресу стало частиною Російської імперії.
- 1874 — Відбулося урочисте відкриття Кавендіської лабораторії.
- 1903 — Створено компанію Ford Motor.
- 1919 — Святий Престол в особі Папи Римського Бенедикта XV визнав незалежність УНР. Листа голові Директорії Симону Петлюрі надіслав державний секретар Ватикану П'єтро Гаспаррі.
- 1934 — У Харкові відкрився перший з'їзд письменників України. Створено Спілку письменників України (СПУ).
- 1940 — СРСР в ультимативній формі пред'явив Естонії та Латвії ноти з вимогою зміни урядів і введення до цих країн додаткових радянських підрозділів. Наступного дня Червона армія окупувала Естонію та Латвію.
- 1953 — страйк будівельників у Східному Берліні проти просталінського режиму, який перетворився у повстання в НДР 17 червня.
- 1998 — Вперше в прямому ефірі по Інтернету було показано пологи. 40-річна американка з Флориди, котра погодилась на цей експеримент, народила хлопчика на ім'я Шон.
- 1996 — на виборах президента Російської Федерації на цю посаду знову було обрано Бориса Єльцина.
- 2014 — Війна на сході України: від проросійських бойовиків було звільнено селище Металіст.

## Народились
Дивись також Категорія:Народились 16 червня
- 1313 — Джованні Боккаччо, італійський письменник, автор «Декамерона».
- 1613 — Джон Клівленд[en], англійський поет.
- 1850 — Еме-Ніколя Моро (Aimé Nicolas Morot), французький художник і скульптор, представник академізму. («Добрий самаритянин», 1880).
- 1855 — Георгій Шлейфер, український архітектор.
- 1866 — Володимир Ротмістров, український агроном, один із засновників дослідної справи в Росії та Україні.
- 1895 — Воррен Льюїс, ірландський історик, офіцер британської армії, старший брат письменника Клайва С. Льюїса.
- 1897 — Георг Віттіг, німецький хімік, лауреат Нобелівської премії.
- 1906 — Зиновій Книш (псевдонім Б. Михайлик), український громадсько-політичний діяч, письменник, публіцист.
- 1917 — Ірвінг Пенн, американський фотограф.
- 1937 — Ерік Сігал, американський письменник.
- 1957 — Василь Вовкун, український режисер і сценарист.
- 1967 — Юрген Клопп, німецький футболіст і тренер Ліверпуля
- 1971 — Тупак Шакур, американський репер.
- 1972 — Олег Костромітін, український ковзаняр, учасник двох Олімпіад.

## Померли

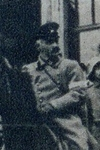
Олександр Натієв

Михайло Сорока

Дивись також Категорія:Померли 16 червня
- 1578 — Іван Підкова, козацький отаман, молдовський господар.
- 1812 — Франц Пфорр, німецький художник-романтик.
- 1858 — Джон Сноу, британський лікар, один з перших вивчав дозу ефіру та хлороформу при операціях, проводив анестезію королеві Вікторії, один із засновників епідеміології.
- 1884 — Орест Новицький, український філософ, історик філософії, богослов.
- 1919 — Олександр Натієв, український військовий діяч, генерал-хорунжий Армії УНР.
- 1932 — Левицький Модест Пилипович, український письменник, публіцист.
- 1970 — Лонні Джонсон (Алонсо Джонсон), американський блюзовий музикант.
- 1971 — Михайло Сорока, український правозахисник, діяч ОУН, учасник Кенгірського повстання в'язнів проти СРСР.
- 1994 — Петро Сабадиш, український пейзажист.
- 2008 
  - Маріо Рігоні Стерн, відомий італійський письменник та журналіст.
  - Вадим Верещак, український кінооператор.